# ولاد حلوف ابريش (أقواس بريش)
ولاد حلوف ابريش هي إحدى مشيخات المملكة المغربية، تتبع جغرافيا لعمالة طنجة أصيلة وإداريًا لأقواس بريش. يقدر عدد سكانها بـ 2178 نسمة حسب الإحصاء الرسمي للسكان والسكنى لسنة 2004.